# Club Deportivo Aspirante
Le CD Aspirante est un club de football salvadorien basé à Jucuapa (Usulután), fondé le 18 mai 1958.
Le club évolue en deuxième division salvadorienne depuis l'année 2002.